# Helena Kaupová
Helena Kaupová (* 11. srpna 1964, Hořovice) je česká operní pěvkyně a vysokoškolská pedagožka.

## Život a činnost
Zpěv vystudovala na konzervatoři v Brně a na Vysoké škole múzických umění v Bratislavě. Zúčastnila se několika mezinárodních pěveckých kurzů (Výmar, Siena a Gent). Po studiu byla v letech 1989–91 sólistkou opery Slovenského národního divadla v Bratislavě.
Od roku 1992 působí jako stálý host v Opeře Národního divadla v Praze. Zde vytvořila velký počet hlavních rolí. Dále hostovala na řadě zahraničních scén (Toronto, Vancouver, Amsterdam, Tel Aviv, Paříž ad.).
V současné době vyučuje zpěv na hudební fakultě pražské Akademie múzických umění.
V roce 1994 jí byla udělena prestižní cena Thálie za ztvárnění role Taťány v Čajkovského opeře Evžen Oněgin.